# Elecciones municipales de Avellaneda de 1989
Las elecciones municipales de Avellaneda de 1989 se realizaron el domingo 14 de mayo junto con las elecciones legislativas nacionales. En estos comicios, se renovó la mitad de los miembros del Concejo Deliberante y el Consejo Escolar de Avellaneda que fueron elegidos en las elecciones municipales de Avellaneda de 1985.

## Candidaturas y Resultados
Se presentaron 10 partidos o alianzas políticas en estas elecciones y sus resultados electorales fueron
|  | 43.09 % |

|  | 29.99 % |

|  | 8.19 % |

|  | 6.72 % |

|  | 3.91 % |

|  | 3.08 % |

|  | 0.65 % |

|  | 0.31 % |

|  | 0.20 % |

## Concejales y Consejeros Escolares electos
| Partido político                       | Concejales | Consejeros Escolares                                          |
| -------------------------------------- | --- | ------------------------------------------------------------- |
| Frente Justicialista de Unidad Popular | - Jorge Degli Innocenti - Rodolfo Héctor Alice - Oscar Peralta - Abel N. Frutos - Rodolfo O. Marciano - José Luis Otero | - Hilda Noemí Cabrera - Rúben C. Tringalli - Susana L. Sarena |
| Unión Cívica Radical                   | - Juan Carlos Guerra - Emilio Arispe - Adalberto Lucas Gentile - Andrés Osvaldo Porini                                  |                                                               |
| Alianza de Centro                      | - Pedro Alberto Gonzalez -Sergio Carlos Nahabetian                                                                      |                                                               |